# Apache XML
Apache XML (アパッチ・エックスエムエル) プロジェクトは、XMLに関連したオープンソースのソフトウェアを開発することなどを目的とした団体であり、Apacheソフトウェア財団が主催するプロジェクトの一つである。
Apache XMLプロジェクトが開発するソフトウェアは、Apacheソフトウェア財団の他のプロジェクトと同様に、Apacheライセンスのもとで提供されている。Apache XMLプロジェクトは複数のサブプロジェクトをもっていた。
2012年4月12日にプロジェクトは終了し、Apache Atticに移管された。

## サブプロジェクトの一覧

### 活動中
XercesXMLプロセサ (XMLパーサ) 。Java、および C++、Perlで実装されたものがそれぞれ提供されている。DOMとSAXを実装している。現在では、Apache XML プロジェクトから独立して、トップレベルプロジェクトとなっている。IBM から寄贈された XML4J という実装がもとになっているが、現在のバージョンは全て新規に開発し直された。
XalanXSLT のスタイルシートの処理系で、XPathの機能も実装している。JavaとC++で実装されたものがそれぞれ提供されている。現在では、Apache XML プロジェクトから独立して、トップレベルプロジェクトとなっている。IBM/Lotusから寄贈されたLotusXSLという実装がもとになっている。
FOPXSL-FOの組版を行う処理系。Java で実装されている。XSL-FO のXML文書を、コンピュータの画面に表示したり、PDFなどの形式に変換したり、プリンタに直接印刷したりすることができる。Apache XML Graphicsで開発が継続されている。
ForrestApache Cocoon上で利用できる、標準規格に基づいた文書の処理・出版を行うためのフレームワーク。
XML-SecurityXMLデータのための電子署名と暗号化のセキュリティ機能を提供する ( XML Signature と XML Encryption の実装) 。JavaとC++で実装されたものがそれぞれ提供されている。
XML CommonsApache XML プロジェクトで共通に使う機能(プログラムコード)を提供する。また、Apache XMLプロジェクト共通のガイドラインを作成している。
BatikSVGの表示・編集・ほかの画像ファイルフォーマットへの変換などの機能を提供するツールおよびJavaライブラリ。Apache XML Graphicsで開発が継続されている。

### Webサービス関連
AxisWebサービスのプロトコル、SOAP の現在の実装。WSDL関連の機能も備えている。JavaとC++で実装されたものがそれぞれ提供されている。後述のSOAPサブプロジェクトの後継である。
SOAPSOAP の古い実装。IBMから寄贈されたSOAP4Jという実装がもとになっている。これからSOAPを使うプロジェクトを始める場合には、このSOAP実装を使うことは望ましくない。前述のAxisを使うことが望ましい。
XML-RPCXML-RPC (HTTP上でXMLデータをやりとりして遠隔手続き呼出し (RPC) を実現するプロトコル) のJavaによる実装。
WSIF簡易にWebサービスを呼び出すことができるJava API。

### 活動停止
AxKitApache HTTP Server（Webサーバ）のmod_perlで利用できる、XML技術を使ったウェブ出版フレームワーク。
CrimsonJavaで実装されたXMLプロセサ (XMLパーサ) 。サン・マイクロシステムズから寄贈された。
XangECMAScript (JavaScript) による動的なウェブページを短期間で開発できるフレームワーク。
XindiceネイティブXMLデータベースの実装。
XMLBeansXML文書とJavaのバインディングを行うツール。XML Schemaのスキーマが記述されたファイルをもとに、Javaのソースコードを自動生成する（JavaBeans準拠）。
JaxMeXML文書とJavaのバインディングを行うツール。JAXBの実装。